# Liebfrauenkirche (Rastenberg)

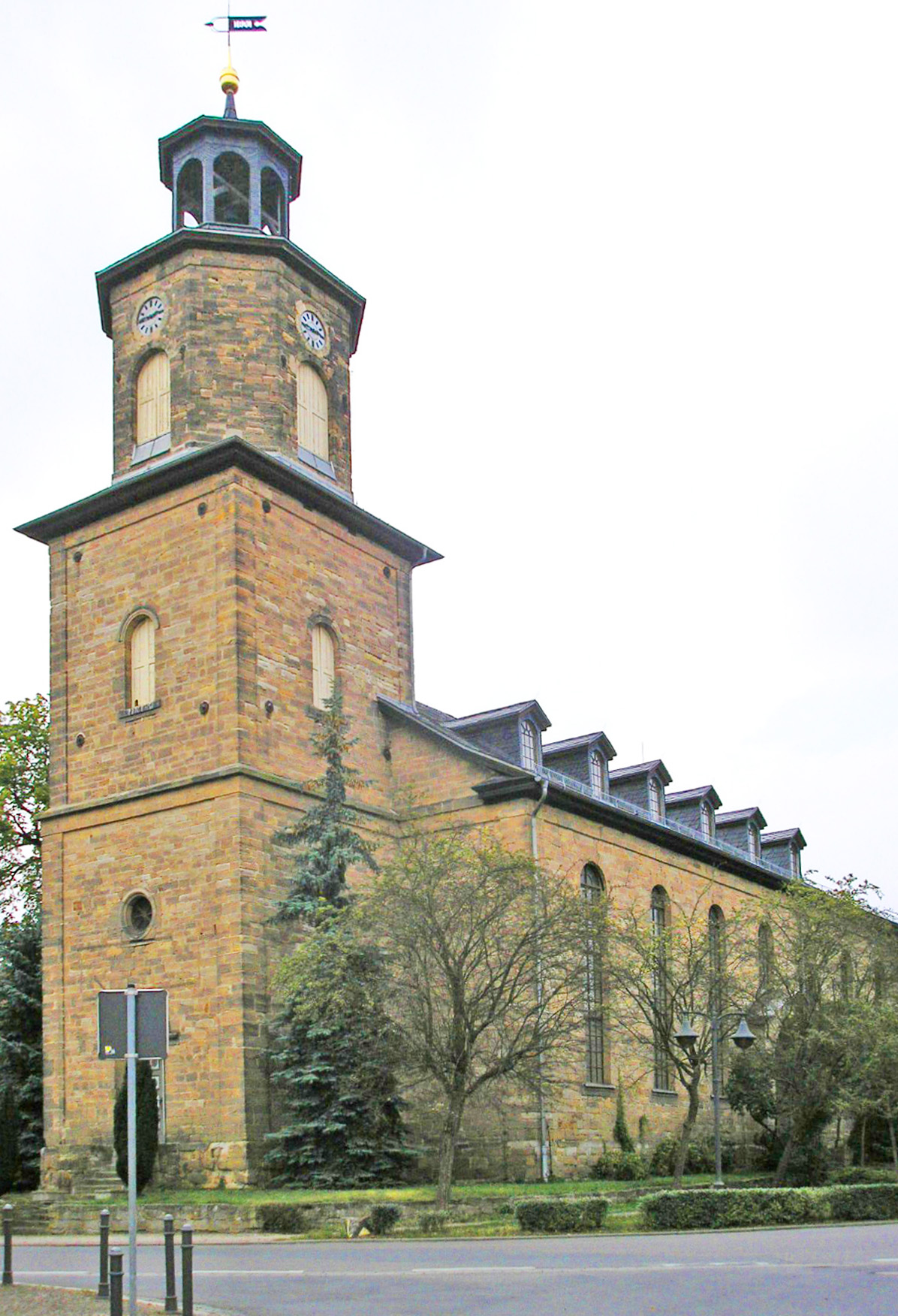
Stadtkirche Unserer Lieben Frauen in Rastenberg

Die Liebfrauenkirche, auch Stadtkirche oder nach ihrem Erbauer Coudray-Kirche genannt, ist eine evangelische Kirche in der Stadt Rastenberg im Landkreis Sömmerda in Thüringen. Sie ist einer der größten Sakralbauten in der Umgebung und steht unter Denkmalschutz.

## Geschichte
Auf einstige Kirchen in der Umgegend von Rastenberg weisen die Flurstücknamen Kapellenberg, Mönchsacker und Mönchsborn hin. Auf der Raspenburg bestand eine Burgkapelle.
Man nutzte bis 1537 die Kilianskirche am Friedhof. Die Klosterkirche Sankt Marien soll in der Nähe der jetzigen Kirche gestanden haben. Nach der Reformation wurde die Marienkirche zur Stadtkirche, die 1636, während des Dreißigjährigen Kriegs, ausbrannte. 1657 errichtete man einen Nachfolgebau, der 1824 Opfer eines Stadtbrandes wurde.
Die Kirche, deren Grundsteinlegung am 8. Mai 1825 erfolgte, wurde nach Plänen von Clemens Wenzeslaus Coudray im klassizistischen Stil mit Sandsteinen aus Rastenberg erbaut und am 14. Dezember 1826 geweiht. Coudray stand im Austausch mit Wilhelm von Humboldt, Georg Moller, Friedrich Hess, Friedrich Weinbrenner und Karl Friedrich Schinkel und wird als „wichtiger Vermittler zwischen dem französischen Empire, dem Rundbogenstil Durands und dem deutschen Klassizismus“ beschrieben.
Die von Coudray selbst entworfene Kirche steht im Zusammenhang mit dem 50. Regierungsjubiläum des Großherzogs Karl-August von Sachsen-Weimar-Eisenach. Das Oberkonsistorium in Weimar insistierte in der Projektierungsphase gegenüber den Rastenbergern, dass der Bau konsequent und von Grund auf nach den Plänen der großherzoglichen Oberbaubehörde auszuführen sei, sodass er „als ein bleibendes Denkmal der bevorstehenden Regierungs-Jubelfeyer des allverehrten Landesherren auf die Nachkommen übergeht.“ Für Coudray war die Rastenberger Kirche von besonderer Bedeutung. Schneemann zitiert den Oberbaudirektor: „In Zikra und Tannroda wurden neue Kirchen aufgeführt, doch den wichtigeren Kirchenbau erhielt ich zu Rastenberg nach dem Brande, welcher dieses Städtchen größtentheils verherte.“
1900, 1927, 1936 sowie 1983 bis 1985 fanden umfangreichere Neufassungen an Wänden und Ausstattung statt.

## Architektur
Der Bau ist eine einschiffige Saalkirche mit sieben Fensterachsen, Satteldach und jeweils sieben Dachgauben auf beiden Seiten. Die dominante Westfassade ist durch einen reich gestalteten, zweigeschossigen Mittelrisalit mit Tempelgiebel als Abschluss ausgezeichnet. Im Kontrast zum Hausteinmauerwerk der Kirche ist die Tempelfront seit einer der jüngeren Renovierungen hell verputzt.
Der Ostfassade vorgestellt ist ein Glockenturm über einem quadratischen Grundriss, horizontal gegliedert in zwei Zonen, mit einem sechseckigen Aufsatz und einer durch Arkaden fein gegliederten Laterne.

## Orgel
Die Orgel schuf 1827 Johann Friedrich Schulze aus Paulinzella. Sie ist das einzige noch fast vollständig im Original erhaltene Instrument dieses Orgelbauers. Der bedeutende Orgeltheoretiker Johann Gottlob Töpfer aus Weimar nahm auf den Entstehungsprozess der Orgel Einfluss und nahm diese ab. Sein Abnahmeprotokoll stammt vom 4. Oktober 1827. Das Instrument wurde am 23. September, dem 15. Sonntag nach Trinitatis, eingeweiht. Der Entwurf für den Orgelprospekt stammt vom Architekten der Kirche selbst, so dass er sich in die gestalterische Idee der Kirche beeindruckend einfügt. Georg Dehio bezeichnete ihn in seinem Handbuch der deutschen Kunstdenkmäler als einen „der schönsten klassizistischen Orgelprospekte Thüringens“.
Im Jahr 1889 wurden das Register Oktave 2′ im Oberwerk durch eine Aeoline 8′ ersetzt und die Posaune 16′ im Pedalwerk wegen Holzwurmbefalls bis auf ihre Stiefel ganz entfernt. Im Ersten Weltkrieg wurden die originalen Prospektpfeifen eingeschmolzen und 1926/27 durch solche aus Zink ersetzt. Zu einem unbekannten Zeitpunkt wurde des Weiteren der Calcanten-Zug stillgelegt – außerdem sind sämtliche Trakturen um einen Halbton höher eingehängt, so dass die Taste C in allen Klaviaturen derzeit unbelegt ist. Das Orgelwerk zeichnet sich dennoch durch einen sehr hohen Erhaltungsgrad aus und ist seit 2022 zwecks Rückführung auf seinen Originalzustand ausgebaut. Diese Arbeiten werden durch die Orgelbaufirma Eule durchgeführt und sollen bis Mai 2023 abgeschlossen werden.
Die Disposition der Orgel mit ihren 25 Registern auf zwei Manualen und Pedal vor ihrer Restauration lautet:
| I Hauptwerk C–f3 |                       |     |
| 1.               | Principal             | 16′ |
| 2.               | Praestant (Prospekt)0 | 8′  |
| 3.               | Hohlflöte             | 8′  |
| 4.               | Gemshorn              | 8′  |
| 5.               | Viol di Gamba         | 8′  |
| 6.               | Octave                | 4′  |
| 7.               | Flöte                 | 4′  |
| 8.               | Octave                | 2′  |
| 9.               | Cornett IV            |     |
| 10.              | Mixtur VI             |     |

| II Oberwerk C–f3 |                       |     |
| 11.              | Bordun                | 16′ |
| 12.              | Geigenprincipal       | 8′  |
| 13.              | Floetraversa          | 8′  |
| 14.              | Salicional            | 8′  |
| 15.              | Aeoline               | 8′  |
| 16.              | Lieblich Gedact       | 8′  |
| 17.              | Praestant (Prospekt)0 | 4′  |
| 18.              | Flauto dulcis         | 4′  |
| 19.              | Scharff V             |     |

| Pedal C–d1 |               |     |
| 20.        | Principalbaß0 | 16′ |
| 21.        | Subbaß        | 16′ |
| 22.        | Violon        | 16′ |
| 23.        | Principalbaß  | 8′  |
| 24.        | Violon        | 8′  |
| 25.        | Posaune       | 16′ |

- Koppeln: Manual-Coppel (II/I), Pedal-Coppel (I/P)
- Spielhilfen: Calcanten-Zug (Registerzug derzeit unbelegt)
- Anmerkungen:

1. ↑  Ursprünglich Octave 2′.
2. ↑  Registerzug derzeit unbelegt.

## Glocken
Drei Glocken aus Apolda wurden 1826 angeschafft. Am 13. September hielten sie in Rastenberg Einzug. Die Gewichte der Glocken betragen 29 Zentner (Ton D), 14 Zentner (Ton Fis), 8 Zentner (Ton A). Zu deren Herstellung inklusive Glockenstuhl wurden etwa 1000 Taler aufgewendet. Während des Zweiten Weltkrieges wurden die Glocken abgenommen und zu Kriegszwecken ins Glockenlager nach Hamburg verbracht. Sie wurden allerdings nicht zerstört und konnten 1950 wieder herbeigeholt und in der Kirche aufgehängt werden. Folgende Texte sind darauf zu lesen. Die große Glocke trägt am Kranz die Umschrift: „Heilig, Heilig, Heilig ist Gott der Herr Zebaoth.“ Die Aufschrift lautet „Anno 1824, den 23. März, brach abends ½ 9 Uhr eine Feuersprunst aus, wodurch nicht nur 42 Häuser, sondern auch 3 Schulen, Kirche, Turm und wir ein Raub der Flammen und in Asche gelegt wurden. Durch Gottes Hilfe aber, wir alle drey im Jahre 1826 wieder gegossen und hergestellt von den Ulrigen in Apolda“. Die Mittlere hat oben die Umschrift: „Alles was Othem lobe den Herrn!“ und die Aufschrift: „Im Jahre 1826 gegossen von den Ulrigen in Apolda.“ darunter: „Ach Gott, lass unsern Glockenschall zu Beßten dienen jedesmal.“ Die kleine führt die Umschrift: „Gott segne und erhalte Rastenberg“, die Aufschrift wie die Mittlere, darunter steht: „Wir rufen zwar das Volk zusammen, hilf Gott, nur nicht zu Feuerflammen.“